# Договор в форте Стенуикс (1768)
Договор в форте Стенуикс (англ. Treaty of Fort Stanwix) — договор, заключённый между представителями Конфедерации ирокезов и Великобританией (в присутствии представителей Нью-Джерси, Виргинии и Пенсильвании) в 1768 году в форте Стенуикс (ныне город Ром в штате Нью-Йорк). Это был первый крупный договор, заключённый в соответствии с королевской прокламацией 1763 года. Договор был заключён по просьбе пенсильванских торговцев мехом, которые жаловались на убытки, причинённые восстанием Понтиака, и хотели компенсаций в виде земель на западе. В обмен на крупные денежные выплаты ирокезы согласились изменить границы, уступив англичанам территорию Кентукки, современную Западную Виргинию. Были урегулированы земельные споры между индейцами и потомками У. Пенна.

### Статьи
- Ray A. Billington. THE FORT STANWIX TREATY OF 1768 (англ.) // New York History. — The University of Chicago Press, 1944. — Vol. 25, iss. 2. — P. 182—194.
- Peter Marshall. Sir William Johnson and the Treaty of Fort Stanwix, 1768 (англ.) // Journal of American Studies. — Cambridge University Press, 1967. — Vol. 1, iss. 2. — P. 149—179.